# Der Stier von Olivera (Film)
Der Stier von Olivera ist ein deutsches Stummfilm-Historiendrama aus dem Jahre 1921 mit Emil Jannings in der Hauptrolle.

## Handlung
Die Geschichte spielt in Olivera an der Grenze der spanischen Provinzen Altcastilien und Álava, während des Spanisch-französischen Krieges im Winter 1808/09. Französische Soldateska hat sich im Norden des Landes eingenistet, und auch der Marqués de Barrios, Schlossherr von Olivera, muss zähneknirschend die welschen Okkupanten auf seinem Anwesen dulden. Der Edelmann ist jedoch nicht bereit, dies widerstandslos hinzunehmen und plant, die Eindringlinge zu töten. An seiner Seite befindet sich Don Perez, der mit Juana, der Tochter des Marques, verlobt ist. Als die Franzosen den großen Fehler begehen, den für die Corrida vorgesehenen Stier zu töten, scheint die Gunst der Stunde für eine Rebellion, für den vom Volk heiß ersehnten Aufstand, gekommen zu sein. Doch die französischen Besatzer haben längst mitbekommen, dass eine Erhebung gegen ihre Fremdherrschaft in Planung ist.
Daraufhin entsendet Kaiser Napoleon seinen General Guillaume, einen brutalen, wüsten Grobian, der mit aller Macht den Widerstand der Spanier brechen soll. Kaum angekommen, lässt Guillaume den Marques de Barrios verhaften. Guillaume befiehlt, den Schlossherrn als Kopf des Widerstandes und der geplanten Rebellion zu erschießen. Juana bittet den General um Gnade für ihren Vater und den gleichfalls von der Hinrichtung bedrohten Bruder Manuel. Guillaume ist willens, Gnade walten zu lassen, aber nur, wenn sich Juana wiederum bereit erklärt, seine Frau zu werden. Schweren Herzens stimmt sie diesem schmutzigen Pakt zu. Am Traualtar schwört sie jedoch Rache und beginnt von nun an, dem hässlichen Franzosengeneral, der sich leidenschaftlich in Juana verliebt hat und sie ganz und gar besitzen möchte, fortwährend Hörner aufzusetzen. Ihre Liebe gehört in Wahrheit dem Edelmann Don Perez, ihrem einstigen Verlobten, den sie zum Schutz ihrer Familie hatte aufgeben müssen. Auch nach ihrer Eheschließung haben Juana und Perez weiterhin Briefkontakt gehalten.
Eines Tages wird ein Brief Juanas an ihren Liebsten von Guillaume abgefangen. Nun weiß dieser, wie seine Frau in Wahrheit zu ihm steht. Die Dinge nehmen an Dramatik zu, als Napoleon Guillaume aus der spanischen Provinz abzieht. Nachdem der Franzosenkaiser von dessen Eheschließung mit einer Spanierin erfahren hat, hält er seinen General für einen unsicheren Kantonisten. Um Juana wieder zu sehen, verlässt Guillaume unerlaubt seinen Posten und kehrt zu seiner Ehefrau nach Spanien zurück. Dort kommt es zu einer hässlichen, lautstarken Auseinandersetzung, bei der Juana ihren aufgezwungenen Gatten erstechen will. Doch dieser entreißt ihr das Messer und ersticht stattdessen sie. Wegen seines unerlaubten Entfernens von der Truppe will Napoleon nun General Guillaume vor Gericht zur Verantwortung ziehen. Doch da rücken bereits die spanischen Freiheitskämpfer an und bedrohen das Leben des Kaisers. Guillaume überlässt seinem obersten Feldherrn seine Kutsche, damit dieser unbeschadet entkommen kann. Er selbst gerät bei seiner Fahrt in des Kaisers Kutsche in einen Hinterhalt der Rebellen und wird durch eine spanische Kugel getötet.

## Produktionsnotizen
Der Stier von Olivera entstand im November und Dezember 1920 im UFA-Messter-Atelier in Berlin-Tempelhof. Der Film passierte am 24. Januar 1921 die Filmzensur und wurde mit Jugendverbot belegt. Die Uraufführung fand, je nach Quelle, am 26. Januar oder am 28. Januar 1921 im Berliner Ufa-Palast am Zoo statt. Die Länge des Fünfakters betrug zunächst 1714 Meter, nach Änderungen 1694 Meter.
Die Bauten stammen von Kurt Richter, die Kostüme entwarf Ernő Metzner.
Die Hauptdarsteller Emil Jannings und Hanna Ralph waren zeitweilig miteinander verheiratet.

## Kritik
Paimann’s Filmlisten resümierte: „Stoff und Photos sehr gut, Spiel und Szenerie ausgezeichnet.“

„In einen Kostümfilm zwängte man (1921) auch Heinrich Lilienfeins Schauspiel „Der Stier von Olivera“, dessen bekannte Vertonung durch d‘Albert einst einen heftigen Streit der Meinungen entfachte. Das größte Ereignis in diesem Film: Emil Jannings. Die verkörperte Bestie im Menschen, dieser General Guilleaume, eine durch seine Häßlichkeit abschreckende, einäugige, brutale Kreatur.“